# Рухоме майно
Рухоме майно — майно, відмінне від нерухомого майна; яке можна вільно переміщувати в просторі без заподіяння йому шкоди. До рухомого майна належать також гроші, валютні цінності, цінні папери, майнові права та обов'язки.
Для англосаксонських правових систем не характерний поділ речей на рухомі та нерухомі. Там розрізняють реальне (real property) і персональне (personal property) майно залежно від форм позовного захисту. До реального відноситься майно, щодо якого може бути заявлений реальний позов — позов про поновлення володіння, а персональним вважається майно, яке захищається персональним позовом, спрямованим на отримання грошової компенсації. Реальне майно включає землю і об'єкти, що мають з нею нерозривний зв'язок: будівлі, урожай на корені, тощо. Всі інші види майна відносяться до персонального.
«Персональним» воно називається через невизначене раз і назавжди місцезнаходження, оскільки права на цю власність реєструються та закріплюються за особою (фізичною або юридичною), якій надаються відповідні права.

## Підзаконні акти
- Держкомстат, Наказ «Про затвердження Методологічних роз'яснень щодо порядку ведення обліку нерухомого майна нерезидентів у рамках статистичного спостереження за інвестиціями зовнішньоекономічної діяльності» від 01.04.2009 № 110.
- Фонд державного майна, Лист «Щодо організаційних заходів на виконання постанов КМУ від 30.11.2005 № 1121 та 14.04.2004 № 467 (із змінами)» від 11.05.2006 № 10-15-6871.
- Фонд державного майна, Лист «Щодо організаційних заходів на виконання постанови КМУ від 23.02.2005 № 142 та доручення КМУ від 23.05.2005 № 50084/5/1-05» від 13.06.2005 № 10-15-8405..
- КМ України, Постанова КМ "Про затвердження Національного стандарту № 1 «Загальні засади оцінки майна і майнових прав» від 10.09.2003 № 1440.